# Сент-Майкл (Пенсільванія)
Сент-Майкл (англ. St. Michael) — переписна місцевість (CDP) в США, в окрузі Кембрія штату Пенсільванія. Населення — 410 осіб (2020).

## Географія
Сент-Майкл розташований за координатами 40°19′28″ пн. ш. 78°45′59″ зх. д. / 40.32444° пн. ш. 78.76639° зх. д. (40.324501, -78.766392).  За даними Бюро перепису населення США в 2010 році переписна місцевість мала площу 2,72 км², з яких 2,70 км² — суходіл та 0,03 км² — водойми.

## Демографія
Згідно з переписом 2010 року, у переписній місцевості мешкало 408 осіб у 195 домогосподарствах у складі 111 родини. Густота населення становила 150 осіб/км².  Було 223 помешкання (82/км²).
Расовий склад населення:
| - 99,5 % — білих |

До двох чи більше рас належало 0,5 %. Частка іспаномовних становила 0,7 % від усіх жителів.
За віковим діапазоном населення розподілялося таким чином: 16,4 % — особи молодші 18 років, 58,4 % — особи у віці 18—64 років, 25,2 % — особи у віці 65 років та старші. Медіана віку мешканця становила 48,2 року. На 100 осіб жіночої статі у переписній місцевості припадало 88,9 чоловіків;  на 100 жінок у віці від 18 років та старших — 88,4 чоловіків також старших 18 років.
Медіана доходів становила 49 512 долари для чоловіків та 57 196 доларів для жінок. За межею бідності перебувало 6,9 % осіб, у тому числі 0,0 % дітей у віці до 18 років та 11,5 % осіб у віці 65 років та старших.
Цивільне працевлаштоване населення становило 225 осіб. Основні галузі зайнятості: освіта, охорона здоров'я та соціальна допомога — 65,3 %, науковці, спеціалісти, менеджери — 11,6 %, фінанси, страхування та нерухомість — 6,2 %, транспорт — 5,8 %.